# Alfred Spitzner
Rudolf Alfred Spitzner, född 2 februari 1865 i Rothenkirchen, död 22 april 1937 i Plauen, var en tysk pedagog. 
Spitzner, som var skolinspektör i Plauen mellan 1913 och 1920, var en av de främsta representanterna för barnpsykologin i Tyskland. Bland hans skrifter kan nämnas Bedeutung der Lehre von den psychopathischen Mindenvertigkeiten für die Pädagogik (1894) och Die pädagogische Pathologie (1897; 4:e upplagan 1909).